# Babayu
Babayu è una circoscrizione rurale (rural ward) della Tanzania situata nel distretto di Bahi, regione di Dodoma. Conta una popolazione di 14 737 abitanti (censimento 2022).